# Zadel Barnes Gustafson

Zadel Barnes Budington Gustafson (Middletown, 1841–1917) foi uma autora, poetisa e jornalista estadunidense. 

## Biografia
Zadel Barnes era filha de Duane Barnes e Cynthia Turner.   No início de sua vida, ela começou a escrever versos, histórias e esquetes. Um artigo seu a favor da abolição da pena de morte atraiu a atenção geral. 
Ela contribui com artigos e peças de ficção para publicações importantes, incluindo Pall Mall Gazette, Leslie's Weekly e Harper's Monthly Magazine. Por dois anos ela foi editora política do Springfield Republican em Springfield, Massachusetts. Ela escreveu uma homenagem ao poeta William Cullen Bryant, sobre a qual John Greenleaf Whittier escreveu: Só posso compará-la com Lycidas, de Milton; é digna de qualquer poeta vivo, pelo menos. Seu poema Little Martin Craghan, que foi baseado na história real de um menino de doze anos cujo heroísmo lhe custou a vida nas minas de Pittston, Pensilvânia, tornou-se muito popular. 
Ela se casou com Henry Aaron Budington (1831-1920) quando tinha 16 anos em 1857. Eles tiveram dois filhos, Justin Llewellyn Budington (nascido em 1859) e Henry Aaron Budington (mais tarde Wald Barnes) (nascido em 1865). Eles se divorciaram por volta de 1879. Mais tarde, ela se casou com Axel Carl Johan Gustafson.  Eles tiveram um filho, Emmanuel Gustafson. Seus trabalhos publicados apareceram sob o nome de Zadel Turner Barnes, bem como Z.B. Budington e Z.B. Gustafson. Ela foi avó de Djuna Barnes por meio de seu filho Wald.  

## Publicações
- O Velho Pode Amar? (Boston, 1871)
- Meg, A Pastoral e outros poemas (Boston, 1879)
- Genevieve Ward; um esboço biográfico (Boston, 1882)

Ela editou:
- Zophiel de Maria Gowen Brooks, com um esboço do autor (Boston, 1879)